# Willy Prager
Willy Prager (Katowice, 23 de maio de 1877 – 4 de março de 1956) foi um escritor e ator alemão nascido na Polônia.

## Filmografia selecionada
- Die Insel der Seligen (1913)
- Kohlhiesels Töchter (1920)
- The Eyes of the World (1920)
- Kohlhiesel's Daughters (1920)
- Old Heidelberg (1923)
- The Young Man from the Ragtrade (1926)
- Waltz of Love (1930)
- Das Kabinett des Dr. Larifari (1930)
- Darling of the Gods (1930)
- Moritz Makes his Fortune (1931)
- Eine Nacht im Grandhotel (1931)
- Morituri (1948)
- Heart of Stone (1950)